# Borden County
Borden County är ett administrativt område i delstaten Texas, USA, med 641 invånare (2010). Den administrativa huvudorten (county seat) är Gail. 

## Geografi
Enligt United States Census Bureau så har countyt en total area på 2 347 km². 2 328 km² av den arean är land och 19 km² är vatten. 

### Angränsande countyn
- Garza County - nord
- Scurry County - öst
- Mitchell County - sydost
- Howard County - syd
- Dawson County - väst
- Lynn County - nordväst